# Brețcu
Brețcu [ˈbret͡sku] (deutsch Bretz, ungarisch Bereck oder Beretzk) ist eine Gemeinde im Kreis Covasna in der Region Siebenbürgen in Rumänien.

## Geographische Lage

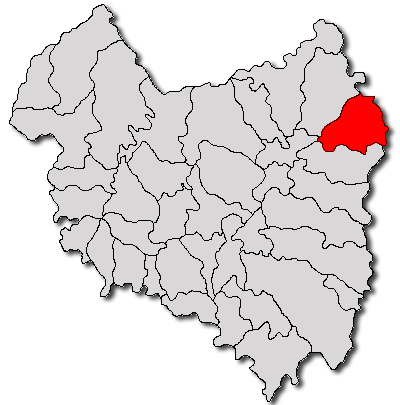
Lage der Gemeinde Brețcu im Kreis Covasna

Die Gemeinde Brețcu liegt nördlich der Kronstädter Senke (Depresiunea Brașovului) in den Südausläufern des Nemira-Gebirges (Munții Nemira), ein Teilgebirge der Ostkarpaten, im sogenannten Szeklerland im Norden des Kreises Covasna. Der Ort Brețcu befindet sich am gleichnamigen Bach, ein linker Nebenfluss des Râul Negru, an der Bahnstrecke Târgu Secuiesc–Brețcu und am Drum național 11 – ein Teilabschnitt der Europastraße 574 – 16 Kilometer nordöstlich von der Kleinstadt Târgu Secuiesc (Szekler Neumarkt) und etwa 50 Kilometer nordöstlich von der Kreishauptstadt Sfântu Gheorghe (Sankt Georgen) entfernt.

## Geschichte
Der mehrheitlich von Szeklern bewohnte Ort Brețcu wurde erstmals 1332 urkundlich erwähnt.
Auf eine frühere Besiedlung des Gemeindegebiets, auf dem Areal von den Einheimischen genannt Cetatea doamnei Venetur (ungarisch Veneturné vara) oder nur Cetate (Vár), nördlich des Dorfes Brețcu rechts des gleichnamigen Flusses, deuten Erdwälle auf ein ehemaliges römisches Kastell. Etwa 150 bis 200 Meter vom Kastell entfernt wird eine römische Therme vermerkt. Reste einer Burg in der Nähe des Kastells werden etwa dem 17. Jahrhundert zugeordnet, nähere Angaben werden hierzu nicht gemacht. Des Weiteren werden archäologische Funde auf dem Gemeindegebiet der Bronzezeit zugeordnet und befinden sich im Museum in Sfântu Gheorghe.
Auch auf dem Gebiet des eingemeindeten Dorfes Mărtănuș (ungarisch Kézdimartonos), auf dem Areal von den Einheimischen genannt Coasta mesteacănului (ungarisch Nyiroldal), werden Funde der Urgeschichte vermerkt.
Laut einem Dokument aus dem Jahre 1614 wurden im Ort Brețcu 70 Familien, von denen eine als Hörige; 1750 und 1848 wurden in Brețcu keine Hörigen mehr vermerkt. Ende des 19. Jahrhunderts steigt die Industrialisierung in der betreffenden Verwaltungseinheit Siebenbürgens, was die Entstehung einer Holzindustrie in der Region zufolge hat. 1907 wurde der Bau der Bahnstrecke von Târgu Secuiesc beendet. 1910 wurde eine Ziegelfabrik, 1933 eine etwa zehn Kilometer lange Schmalspurbahn im Oituz-Tal und 1939 wurde das ehemalige Rathaus, die heutigen Grundschule im Gemeindezentrum, fertiggestellt.
Zur Zeit des Königreichs Ungarn gehörte Brețcu dem Stuhlbezirk Kézdi in der Gespanschaft Háromszék (rumänisch Comitatul Trei-Scaune), anschließend dem historischen Kreis Trei-Scaune (deutsch Drei Stühle) und ab 1950 dem heutigen Kreis Covasna an.

## Bevölkerung
Die Bevölkerung der Gemeinde Brețcu entwickelte sich wie folgt:
| 1850 | 3.996 | 1.546 | 2.358 | 8  | 84  |
| 1930 | 4.402 | 1.566 | 2.791 | 16 | 29  |
| 1966 | 4.847 | 1.287 | 3.461 | 4  | 95  |
| 2002 | 3.908 | 996   | 2.890 | -  | 22  |
| 2011 | 3.515 | 813   | 2.537 | -  | 165 |
| 2021 | 3.132 | 729   | 2.294 | -  | 109 |

Seit 1850 wurde auf dem Gebiet der heutigen Gemeinde die höchste Einwohnerzahl 1966 ermittelt. Die höchste Anzahl der Magyaren (3.548) wurde 1941, die der Rumänen und der Rumäniendeutschen 1930 und die der Roma (174) wurde 1992 registriert.

## Sehenswürdigkeiten
- Im Gemeindezentrum die orthodoxe Kirche  Sf. Nicolae, 1783 errichtet und die Anwesen unter der Haus-Nr. 324, 504, 575 und 576, stehen unter Denkmalschutz.[8]
- Im eingemeindeten Dorf Mărtănuș die orthodoxe Kirche Adormirea Maicii Domnului, 1796 errichtet, steht unter Denkmalschutz.[8]
- Im eingemeindeten Dorf Oituz das alte Zollamt im 19. Jahrhundert errichtet und auf dem Berg Rakottyás die mittelalterliche Burg Rákocsy, stehen unter Denkmalschutz.[8]
- An der Mündung des Brețcu in den Râul Negru das römische Kastell Brețcu mit der historischen Bezeichnung Angustia und nach Angaben des Verzeichnisses historischer Denkmäler des Ministeriums für Kultur und nationales Erbe (Ministerul Culturii și Patrimoniului Național) die 200 Meter davon entfernte römische Therme, stehen unter Denkmalschutz.[8]
- Die Gemeinde Brețcu ist auch Ausgangspunkt zu den Gipfeln Stănișoara 1260 oder 1280 m und Tâmla 1365 m im Vrancea-Gebirge (Munții Vrancei), im Dreiländereck der Kreise Covasna, Bacău und Vrancea.[9]

## Persönlichkeiten
- Áron Gábor (1814–1849), war ein ungarischer Artillerieoffizier in der Revolution von 1848/1849.[10]
- Khell István (1889–1972), war ein Literaturhistoriker und Übersetzer.[11]

## Städtepartnerschaften
Die Gemeinde Brețcu pflegt Partnerschaften mit den ungarischen Städten Hódmezővásárhely und Tótkomlós.